# Nosz Gyula (ügyvéd)
Nosz Gyula, Nosz Gyula Adolf (Igló, 1865. május 13. – Székesfehérvár, 1918. szeptember 3.) jogi doktor, ügyvéd és országgyűlési képviselő.

## Életútja
Nosz János (1826–1906) festőmester és Csattlasch Paulina fiaként született. Középiskoláit Iglón, egyetemi tanulmányait Budapesten és külföldön végezte. Azután ügyvédi vizsgát tett, de nemsokára szülővárosa, Igló szolgálatába lépett, amely később polgármesterévé választotta. A belügyminisztériumban mint a kodifikáló bizottság kültagja működött. Országgyűlési képviselővé szabadelvű párti programmal az 1901. évi általános választások alkalmával a szepesszombati kerület választotta meg. A zárszámadási bizottság tagja volt.
Felesége Jantner Margit Etelka (1874–1927) volt, Jantner Bernát András iglói takarék- és hitelintézet igazgató és Raisz Vilma lánya.

## Munkái
- Tanulmány a Gömör- és Szepesmegyék közt létesítendő vasuti összeköttetésről, Budapest, 1898 (névtelenül)
- A közigazgatás egyszerűsítése és a közigazgatási reform. Budapest, 1901

Országgyűlési beszédei a Naplókban vannak.